# 256-я истребительная авиационная дивизия
 256-я истребительная авиационная Киевская Краснознамённая орденов Суворова и Богдана Хмельницкого дивизия (256-я иад) — воинское соединение Вооружённых Сил СССР в Великой Отечественной войне.

## История наименований
- ВВС 30-й армии;
- 212-я смешанная авиационная дивизия;
- 256-я истребительная авиационная дивизия;
- 256-я истребительная авиационная Киевская дивизия;
- 256-я истребительная авиационная Киевская Краснознамённая дивизия;
- 256-я истребительная авиационная Киевская Краснознамённая ордена Суворова дивизия;
- 256-я истребительная авиационная Киевская Краснознамённая орденов Суворова и Богдана Хмельницкого дивизия;
- Войсковая часть (Полевая почта) 55677.

## Формирование
256-я истребительная авиационная дивизия образована переформированием 14 июня 1942 года 212-й смешанной авиационной дивизии на основании Приказа НКО СССР.

## Расформирование
256-я истребительная авиационная Киевская Краснознамённая орденов Суворова и Богдана Хмельницкого дивизия была расформирована в январе 1946 года в составе 5-го истребительного авиационного корпуса 2-й воздушной армии Центральной группы войск.

## В действующей армии
В составе действующей армии:
- с 14 июня 1942 года по 14 марта 1943 года,
- с 10 июля 1943 года по 11 мая 1945 года.

## В составе объединений
Дивизия входила в состав:
| Дата          | Фронт (округ)                        | Армия               | Корпус                                |
| ------------- | ------------------------------------ | ------------------- | ------------------------------------- |
| 14.06.1942 г. | Калининский фронт                    | 3-я воздушная армия | -                                     |
| 11.11.1942 г. | Калининский фронт                    | 3-я воздушная армия | 2-й истребительный авиационный корпус |
| 01.12.1942 г. | Калининский фронт                    | 3-я воздушная армия | -                                     |
| 14.03.1943 г. | Резерв Верховного Главнокомандования | -                   | 8-й смешанный авиационный корпус      |
| 01.06.1943 г. | Степной военный округ                | 5-я воздушная армия | 8-й смешанный авиационный корпус      |
| 10.07.1943 г. | Воронежский фронт                    | 2-я воздушная армия | 5-й истребительный авиационный корпус |
| 20.10.1943 г. | 1-й Украинский фронт                 | 2-я воздушная армия | 5-й истребительный авиационный корпус |
| 11.05.1945 г. | 1-й Украинский фронт                 | 2-я воздушная армия | 5-й истребительный авиационный корпус |
| 10.06.1945 г. | Центральная группа войск             | 2-я воздушная армия | 5-й истребительный авиационный корпус |

## Части и отдельные подразделения дивизии
За весь период своего существования боевой состав дивизии претерпевал изменения, в различное время в её состав входили полки:
| Период                        | Части                                 |
| ----------------------------- | ------------------------------------- |
| 19.06.1942 г. — 19.03.1943 г. | 157-й истребительный авиационный полк |
| 19.02.1943 г. — 03.07.1943 г. | 152-й истребительный авиационный полк |
| 17.03.1943 г. — 25.11.1945 г. | 91-й истребительный авиационный полк  |
| 25.03.1943 г. — 23.12.1945 г. | 32-й истребительный авиационный полк  |
| 14.06.1942 г. — 07.12.1945 г. | 728-й истребительный авиационный полк |
| 14.06.1942 г. — 01.07.1942 г. | 193-й истребительный авиационный полк |

## Командир дивизии
| Звание       | Имя                         | Период                  | Примечание |
| ------------ | --------------------------- | ----------------------- | ---------- |
| Подполковник | Вусс Василий Никифорович    | 14.06.1942 — 24.12.1942 |            |
| Полковник    | Герасимов Николай Семёнович | 20.03.1943 — 16.11.1944 |            |
| Полковник    | Нога Митрофан Петрович      | 17.11.1944 — 11.1945    |            |
| Подполковник | Долбышев Михаил Дмитриевич  | 10.1947 — 10.1948       |            |

## Участие в сражениях и битвах
- Ржевско-Сычёвская операция[9] — с 30 июля 1942 года по 23 августа 1942 года.
- Великолукская наступательная операция[9] — с 24 ноября 1942 года по 20 января 1943 года.
- Ржевско-Вяземская операция[9] — с 2 марта 1943 года по март 1943 года.
- Курская битва — с 9 июля 1943 года по 12 июля 1943 года.
- Смоленская операция[9] — с 7 августа 1943 года по 2 октября 1943 года
- Белгородско-Харьковская операция — с 3 августа 1943 года по 23 августа 1943 года.
- Черниговско-Припятская операция — с 26 августа 1943 года по 30 сентября 1943 года.
- Киевская наступательная операция[9] — с 3 ноября 1943 года по 22 декабря 1943 года.
- Киевская оборонительная операция[9] — с 13 ноября 1943 года по 23 декабря 1943 года
- Житомирско-Бердичевская операция[9] — с 24 декабря 1943 года по 14 января 1944 года
- Корсунь-Шевченковская операция[9] — с 24 января 1944 года по 17 февраля 1944 года.
- Ровно-Луцкая операция[9] — с 27 января 1944 года по 11 февраля 1945 года.
- Проскуровско-Черновицкая наступательная операция[9] — с 4 марта 1944 года по 17 апреля 1944 года.
- Львовско-Сандомирская операция[9] — с 13 июля 1944 года по 29 августа 1944 года.
- Восточно-Карпатская операция[9] — с 8 сентября 1944 года по 28 октября 1944 года.
- Карпатско-Дуклинская операция[9] — с 8 сентября 1944 года по 28 октября 1944 года.
- Сандомирско-Силезская операция[9] — с 12 января 1945 года по 23 февраля 1945 года.
- Нижне-Силезская наступательная операция[9] — с 8 февраля 1945 года по 24 февраля 1945 года
- Верхне-Силезская наступательная операция[9] — с 15 марта 1945 года по 31 марта 1945 года
- Берлинская наступательная операция[9] — с 16 апреля 1945 года по 8 мая 1945 года.
- Пражская операция — с 6 мая 1945 года по 11 мая 1945 года.

## Почётные наименования
- 256-й истребительной авиационной дивизии 6 ноября 1943 года присвоено почётное наименование «Киевская»[10]
- 728-му истребительному авиационному полку 19 марта 1944 года присвоено почётное наименование «Шумский»[11]
- 32-му истребительному авиационному полку 19 марта 1944 года за отличие в боях с немецкими захватчиками за освобождение городов Староконстантинов, Изяславль, Шумск, Ямполь и Острополь присвоено почётное наименование «Староконстантиновский»[12]
- 728-му Шумскому истребительному авиационному полку 23 марта 1944 года присвоено почётное наименование «Кременецкий»[13]
- 91-му ордена Богдана Хмельницкого II степени истребительному авиационному полку 7 сентября 1944 года за отличие в боях за овладение городом Дембица присвоено почётное наименование «Дембицкий»[14]

## Награды

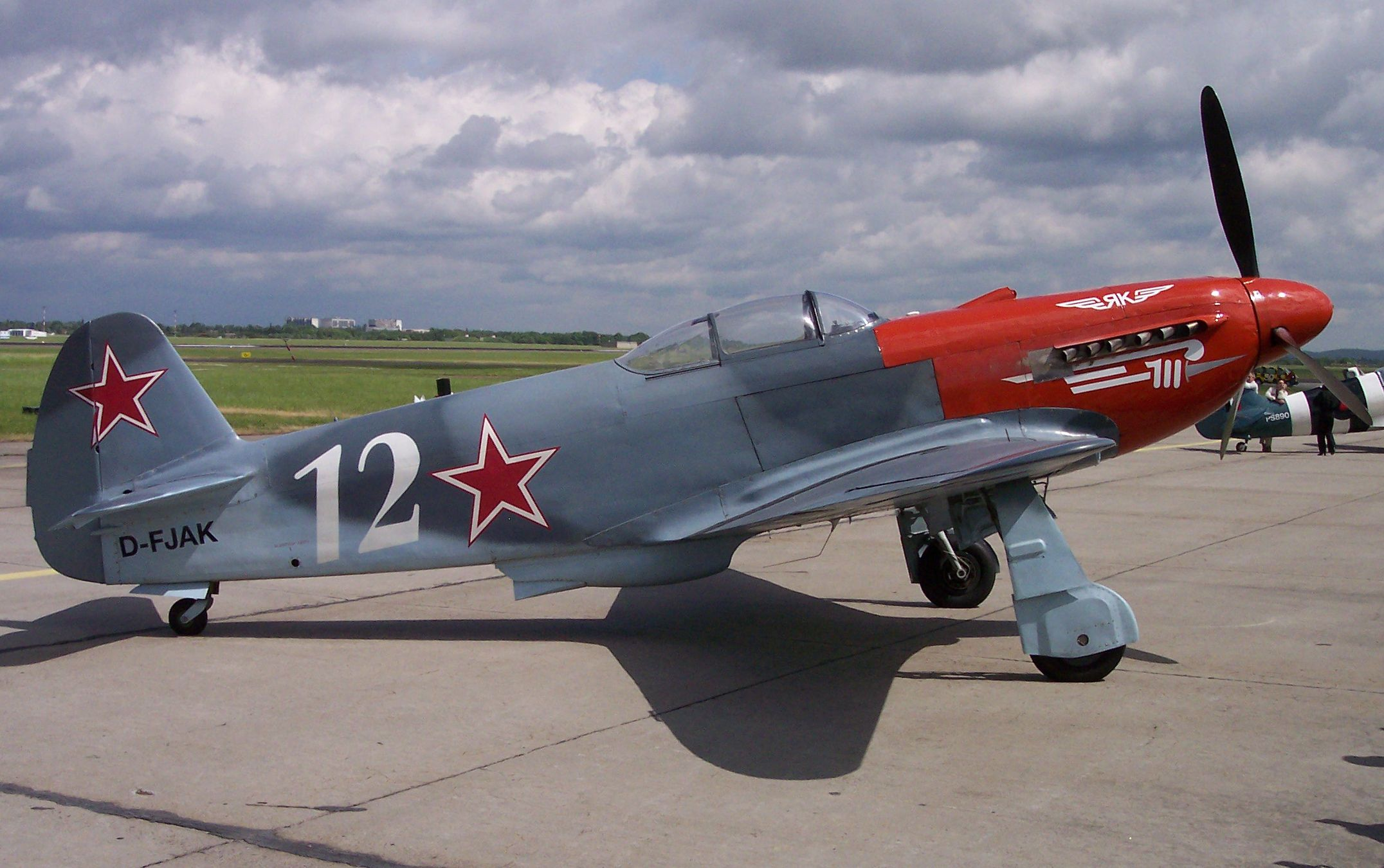
Истребитель Як-3

- 256-я Киевская истребительная авиационная дивизия Указом Президиума Верховного Совета СССР награждена орденом «Боевого Красного Знамени».
- 256-я Киевская Краснознамённая истребительная авиационная дивизия Указом Президиума Верховного Совета СССР награждена орденом «Суворова II степени».
- 256-я Киевская Краснознамённая ордена Суворова II степени истребительная авиационная дивизия Указом Президиума Верховного Совета СССР награждена орденом «Богдана Хмельницкого II степени».
- 32-й Староконстантиновский истребительный авиационный полк за образцовое выполнение боевых заданий командования в боях с немецкими захватчиками при овладении городами Нейссе и Леобшютц и проявленные при этом доблесть и мужество Указом Президиума Верховного Совета СССР от 26 апреля 1945 года награждён орденом «Александра Невского».
- 91-й истребительный авиационный полк 10 августа 1944 года за образцовое выполнение заданий командования в боях с немецкими захватчиками, за овладение городами Перемышль и Ярослав и проявленные при этом доблесть и мужество Указом Президиума Верховного Совета СССР от 10 августа 1944 года награждён орденом «Богдана Хмельницкого II степени».
- 728-й Шумско-Кременецкий истребительный авиационный полк Указом Президиума Верховного Совета СССР от 19 февраля 1945 года награждён орденом «Боевого Красного Знамени».

## Благодарности Верховного Главнокомандования

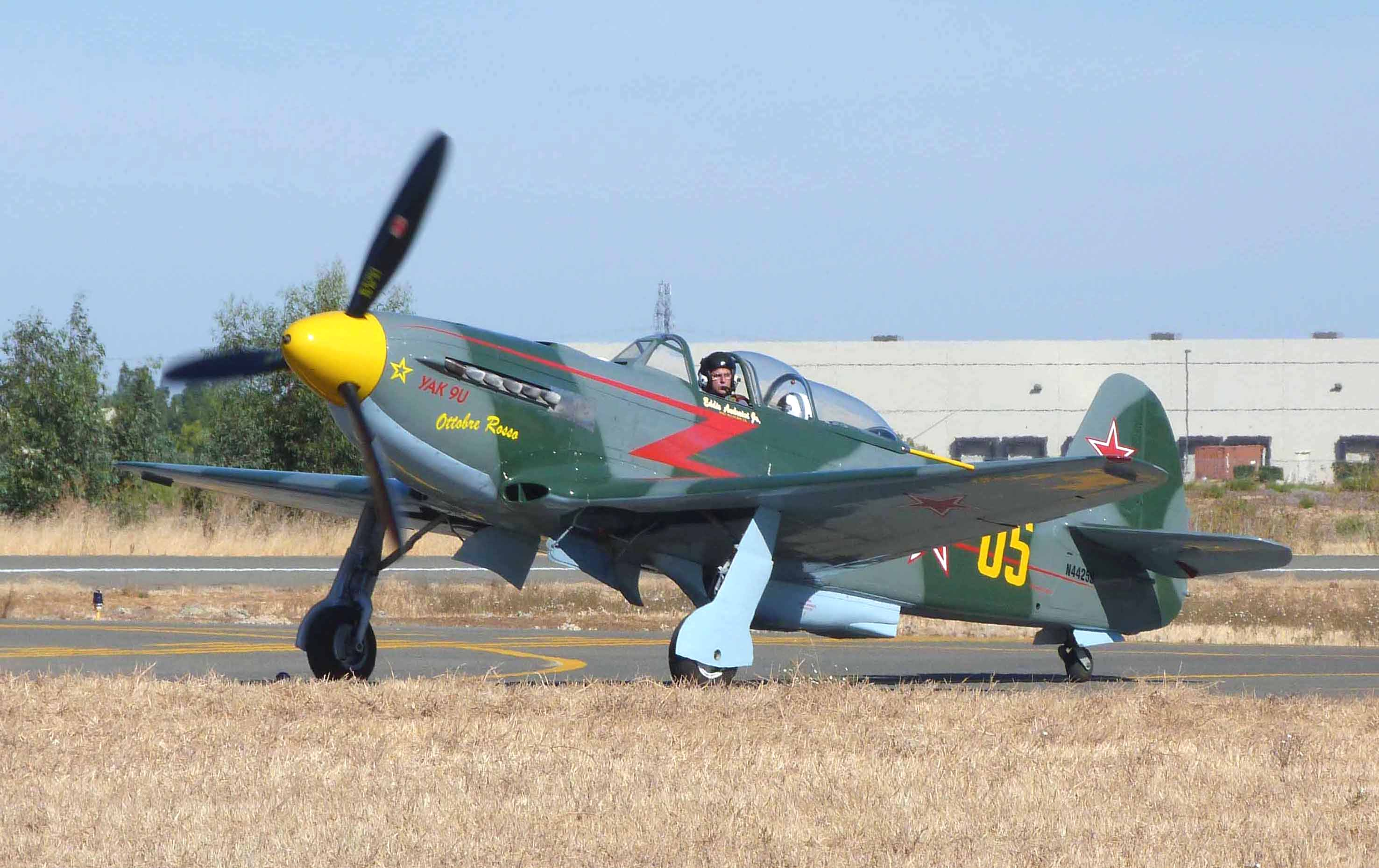
Як-9У

За проявленные образцы мужества и героизма Верховным Главнокомандующим дивизии объявлялись благодарности:
- За взятие города Киев[10].
- За овладение городами Перемышль и Ярослав[15].
- За очищение от противника Домбровского угольного района и южной части промышленного района немецкой Верхней Силезии[16].
- За разгром войск противника юго-западнее Оппельна[17].
- За овладение городом и крепостью Бреславль[18].

За проявленные образцы мужества и героизма Верховным Главнокомандующим дивизии в составе корпуса объявлялись благодарности:
- За овладение столицей Украины городом Киев[19]
- За овладение городом Кременец — мощной естественной крепостью на хребте Кременецких гор, усиленной немцами развитой сетью искусственных оборонительных сооружений[20]
- За овладение городом и оперативно важным железнодорожным узлом Чертков, городом Гусятин, городом и железнодорожным узлом Залещики на реке Днестр и освобождении более 400 других населённых пунктов[21]
- За выход на государственную границу с Чехословакией и Румынией на фронте протяжением до 200 километров, овладении городом Серет и занятие свыше 30 других населённых пунктов на территории Румынии[22]
- За овладение областным центром Украины городом Тарнополь — крупным железнодорожным узлом и сильным опорным пунктом обороны немцев на львовском направлении[23]
- За овладение городами Порицк, Горохов, Радзехов, Броды, Золочев, Буек, Каменка, городом и крупным железнодорожным узлом Красное и занятии свыше 600 других населённых пунктов[24]
- За овладение важным хозяйственно-политическим центром и областным городом Украины Львов — крупным железнодорожным узлом и стратегически важным опорным пунктом обороны немцев, прикрывающим пути к южным районам Польши[25]
- За овладение городом и крепостью Перемышль и городом Ярослав — важными узлами коммуникаций и мощными опорными пунктами обороны немцев, прикрывающими пути на Краков[26]
- За овладение городом Дембица — крупным центром авиационной промышленности и важным узлом коммуникаций на краковском направлении[27]
- За овладение городами Ченстохова, Пшедбуж и Радомско[28]
- За овладение городом Краков[29]
- За овладение центром Силезского промышленного района городом Глейвиц и в Польше городом Хжанув[30]
- За овладение городом Гинденбург[31]
- За овладение городами Сосновец, Бендзин, Домброва-Гурне, Челядзь и Мысловице — крупными центрами Домбровского угольного района[32]
- За овладение в Домбровском угольном районе городами Катовице, Семяновиц, Крулевска Гута (Кенигсхютте), Миколув (Николаи) и в Силезии городом Беутен[33]
- За овладение городами Олау, Бриг, Томаскирх, Гротткау, Левен и Шургаст — важными узлами коммуникаций и сильными опорными пунктами обороны немцев на западном берегу Одера[34]
- За разгром окружённой группировки противника юго-западнее Оппельна и овладении в Силезии городами Нойштадт, Козель, Штейнау, Зюльц, Краппитц, Обер-Глогау, Фалькенберг[35]
- За овладение в Силезии, западнее Одера, городами Нейссе и Леобшютц[36]
- За овладение городами Ратибор и Бискау[37]
- За овладение городами Котбус, Люббен, Цоссен, Беелитц, Лукенвальде, Тройенбритцен, Цана, Мариенфельде, Треббин, Рангсдорф, Дидерсдорф, Тельтов и вход с юга в столицу Германии Берлин[38]
- За овладение городам Виттенберг — важным опорным пунктом обороны немцев на реке Эльба[39]
- За овладение городом и крепостью Бреславль (Бреслау)[40]

## Отличившиеся воины дивизии

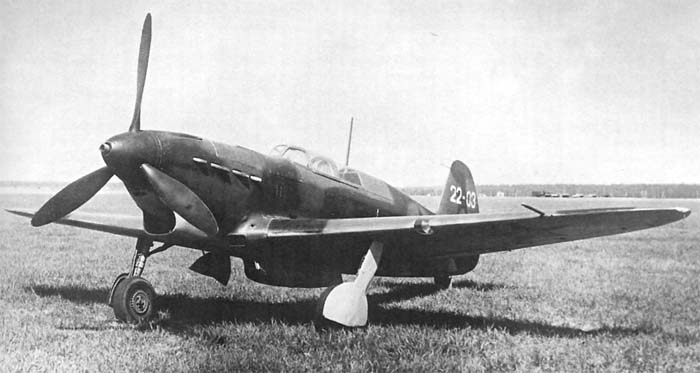
Истребитель Як-7

- Ворожейкин Арсений Васильевич, капитан, командир эскадрильи 728-го истребительного полка 256-й истребительной авиационной дивизии 5-го истребительного авиационного корпуса 2-й воздушной армии удостоен 19 августа 1944 года Указом Верховного Совета СССР звания Дважды Герой Советского Союза. Золотая Звезда № 2/028
- Архипов Николай Арсентьевич, капитан, командир эскадрильи 32-го истребительного авиационного полка 256-й истребительной авиационной дивизии 2-й воздушной армии Воронежского фронта Указом Верховного Совета СССР удостоен звания Герой Советского Союза. Золотая Звезда № 1251.
- Вахлаев Александр Алексеевич, капитан, командир эскадрильи 728-го истребительного авиационного полка 256-й истребительной авиационной дивизии 5-го истребительного авиационного корпуса 2-й воздушной армии 1 июля 1944 года Указом Верховного Совета СССР удостоен звания Герой Советского Союза. Золотая Звезда № 2337
- Выборнов Александр Иванович, старший лейтенант, командир эскадрильи 728-го истребительного полка 256-й истребительной авиационной дивизии 5-го истребительного авиационного корпуса 2-й воздушной армии 27 июня 1945 года Указом Верховного Совета СССР удостоен звания Герой Советского Союза. Золотая Звезда № 6572
- Голаев Джанибек Нанакович, лейтенант, командир звена 32-го истребительного авиационного полка 256-й истребительной авиационной дивизии 5-го истребительного авиационного корпуса 2-й воздушной армии Указом Президента Российской Федерации от 7 сентября 1995 года удостоен звания Герой Российской Федерации. Посмертно. Медаль № 214
- Грищенко Пётр Лукьянович, лейтенант, командир звена 32-го истребительного авиационного полка 256-й истребительной авиационной дивизии 5-го истребительного авиационного корпуса 2-й воздушной армии 1 июля 1944 года Указом Верховного Совета СССР удостоен звания Герой Советского Союза. Золотая Звезда № 2338
- Денисенко Владимир Гурьевич, лейтенант, командир звена 32-го истребительного авиационного полка 256-й истребительной авиационной дивизии 5-го истребительного авиационного корпуса 2-й воздушной армии 1 июля 1944 года Указом Верховного Совета СССР удостоен звания Герой Советского Союза. Золотая Звезда № 2435
- Игнатьев Николай Петрович, капитан, штурман 728-го истребительного полка 256-й истребительной авиационной дивизии 5-го истребительного авиационного корпуса 2-й воздушной армии 13 апреля 1944 года Указом Верховного Совета СССР удостоен звания Герой Советского Союза. Золотая Звезда № 2378
- Коняев Аркадий Николаевич, старший лейтенант, командир эскадрильи 32-го истребительного авиационного полка 256-й истребительной авиационной дивизии 5-го истребительного авиационного корпуса 2-й воздушной армии 26 октября 1944 года Указом Верховного Совета СССР удостоен звания Герой Советского Союза. Золотая Звезда № 4282
- Лазарев Сергей Иванович, лейтенант, командир звена 728-го истребительного авиационного полка 256-й истребительной авиационной дивизии 5-го истребительного авиационного корпуса 2-й воздушной армии 26 октября 1944 года Указом Верховного Совета СССР удостоен звания Герой Советского Союза. Золотая Звезда № 4278
- Миоков Николай Дмитриевич, майор, командир эскадрильи 91-го истребительного полка 256-й истребительной авиационной дивизии 5-го истребительного авиационного корпуса 2-й воздушной армии 27 июня 1945 года Указом Верховного Совета СССР удостоен звания Герой Советского Союза. Золотая Звезда № 7488
- Романенко Александр Сергеевич, майор, штурман 91-го истребительного авиационного полка 256-й истребительной авиационной дивизии 5-го истребительного авиационного корпуса 2-й воздушной армии 28 сентября 1943 года Указом Верховного Совета СССР удостоен звания Герой Советского Союза. Золотая Звезда не вручена в связи с гибелью
- Сачков Михаил Иванович, капитан, командир эскадрильи 728-го истребительного авиационного полка 256-й истребительной авиационной дивизии 5-го истребительного авиационного корпуса 2-й воздушной армии 26 октября 1944 года Указом Верховного Совета СССР удостоен звания Герой Советского Союза. Золотая Звезда № 1968
- Худяков Николай Васильевич, капитан, помощник по воздушно-Стрелковой Службе командира 32-го истребительного авиационного полка 256-й истребительной авиационной дивизии 5-го истребительного авиационного корпуса 2-й воздушной армии 27 июня 1945 года Указом Верховного Совета СССР удостоен звания Герой Советского Союза. Золотая Звезда № 7543
- Шишкин Яков Васильевич, капитан, командир эскадрильи 32-го истребительного авиационного полка 256-й истребительной авиационной дивизии 5-го истребительного авиационного корпуса 2-й воздушной армии 27 июня 1945 года Указом Верховного Совета СССР удостоен звания Герой Советского Союза. Золотая Звезда № 6534

## Базирование
Дивизия базировалась на аэродроме Райсдорф в период с 9 мая 1945 года по декабрь 1945 год.